# 亭岗
亭岗是位于中国广东省广州市白云区石门街道的一个自然村。属红星村管辖。南宋时建村。村里有青龙岗、后底岗、高山围三座小山岗，形似一座船，故名艇岗村，后改名为亭岗村。2015年时，户籍人口2820人，非户籍人口15000人。

## 交通

### 地铁
- █广州地铁8号线：亭岗站